# Государства — члены Европейского союза
Членами Европейского союза (ЕС) в настоящее время состоят 27 государств Европы. Каждое государство-член является участником учредительных договоров союза и, таким образом, разделяет права́ и обязанности членства. В отличие от членов других международных организаций, государства — члены ЕС договорились о совместном суверенитете через институты Европейского союза в некоторых (но не во всех) аспектах управления. Для принятия некоторых правил страны-члены должны единогласно согласиться с ними; для других коллективное решение принимается квалифицированным большинством голосов. Один из общих правовых принципов ЕС (наряду с приматом пра́ва Европейского Союза) — субсидиарность, означающая, что право принятия решений сохраняется за отдельными странами-членами во всех случаях, когда нет необходимости в принятии коллективного решения на уровне ЕС.
В 1950-х годах шесть основных государств основали Европейские сообщества — предшественник ЕС (Бельгия, Франция, Италия, Люксембург, Нидерланды и Западная Германия). Остальные государства присоединились при последующих расширениях. Чтобы присоединиться, государство должно соответствовать экономическим и политическим требованиям, известным как Копенгагенские критерии, которые требуют от кандидата демократического правительства свободного рынка с соответствующими свободами и институтами и уважения верховенства права. Расширение Союза также зависит от согласия всех существующих членов и принятия кандидатом существующего свода законов ЕС, известного как acquis communautaire.
Целью ЕС является интеграция европейских государств, заключающаяся в едином экономическом рынке, отсутствии паспортно-визового контроля, использовании общей валюты.

## Список
Страны — учредители ЕС (как Европейского объединения угля и стали).
| Флаг | Государство | Полное наименование              | Столица    | Дата вступления |
| ---- | ----------- | -------------------------------- | ---------- | --------------- |
|      | Австрия     | Австрийская Республика           | Вена       | 1 января 1995   |
|      | Бельгия     | Королевство Бельгия              | Брюссель   | 25 марта 1957   |
|      | Болгария    | Республика Болгария              | София      | 1 января 2007   |
|      | Венгрия     | Венгрия                          | Будапешт   | 1 мая 2004      |
|      | Германия    | Федеративная Республика Германия | Берлин     | 25 марта 1957   |
|      | Греция      | Греческая Республика             | Афины      | 1 января 1981   |
|      | Дания       | Королевство Дания                | Копенгаген | 1 января 1973   |
|      | Ирландия    | Республика Ирландия              | Дублин     | 1 января 1973   |
|      | Испания     | Королевство Испания              | Мадрид     | 1 января 1986   |
|      | Италия      | Итальянская Республика           | Рим        | 25 марта 1957   |
|      | Кипр        | Республика Кипр                  | Никосия    | 1 мая 2004      |
|      | Латвия      | Латвийская Республика            | Рига       | 1 мая 2004      |
|      | Литва       | Литовская Республика             | Вильнюс    | 1 мая 2004      |
|      | Люксембург  | Великое Герцогство Люксембург    | Люксембург | 25 марта 1957   |
|      | Мальта      | Республика Мальта                | Валлетта   | 1 мая 2004      |
|      | Нидерланды  | Королевство Нидерландов          | Амстердам  | 25 марта 1957   |
|      | Польша      | Республика Польша                | Варшава    | 1 мая 2004      |
|      | Португалия  | Португальская Республика         | Лиссабон   | 1 января 1986   |
|      | Румыния     | Румыния                          | Бухарест   | 1 января 2007   |
|      | Словакия    | Словацкая Республика             | Братислава | 1 мая 2004      |
|      | Словения    | Республика Словения              | Любляна    | 1 мая 2004      |
|      | Финляндия   | Финляндская Республика           | Хельсинки  | 1 января 1995   |
|      | Франция     | Французская Республика           | Париж      | 25 марта 1957   |
|      | Хорватия    | Республика Хорватия              | Загреб     | 1 июля 2013     |
|      | Чехия       | Чешская Республика               | Прага      | 1 мая 2004      |
|      | Швеция      | Королевство Швеция               | Стокгольм  | 1 января 1995   |
|      | Эстония     | Эстонская Республика             | Таллин     | 1 мая 2004      |

### Бывшие участники Европейского союза
| Флаг | Государство    | Полное наименование                                        | Столица | Дата вступления | Дата выхода    |
| ---- | -------------- | ---------------------------------------------------------- | ------- | --------------- | -------------- |
|      | Великобритания | Соединённое Королевство Великобритании и Северной Ирландии | Лондон  | 1 января 1973   | 31 января 2020 |

## Суверенитет
| Исключительная компетенция: |

| «Союз располагает исключительной компетенцией в законодательствовании и по заключению международных соглашений, когда это предусмотрено в законодательных актах Союза». |
| - таможенный союз - установление правил конкуренции - денежная политика - сохранение морских биологических ресурсов - общая торговая политика                           |

| Совместная компетенция: |

| «Государства-члены осуществляют свою компетенцию в той мере, в какой Союз не воспользовался своей компетенцией». | «Союз располагает компетенцией при условии, что осуществление данной компетенции не будет препятствовать государствам-членам осуществлять свою собственную компетенцию». |
| - внутренний рынок - социальная политика применительно к аспектам, определенным в настоящем Договоре - экономическое, социальное и территориальное сплочение - сельское хозяйство и рыболовство, за исключением сохранения морских биологических ресурсов - окружающая среда - защита потребителей - транспорт - трансъевропейские сети - энергетика - пространство свободы, безопасности и правосудия - общие проблемы безопасности в сфере здравоохранения применительно к аспектам, определенным в настоящем Договоре | - научные исследования, технологическое развитие и космос - поддержка развития и гуманитарная помощь                                                                     |
| - внутренний рынок - социальная политика применительно к аспектам, определенным в настоящем Договоре - экономическое, социальное и территориальное сплочение - сельское хозяйство и рыболовство, за исключением сохранения морских биологических ресурсов - окружающая среда - защита потребителей - транспорт - трансъевропейские сети - энергетика - пространство свободы, безопасности и правосудия - общие проблемы безопасности в сфере здравоохранения применительно к аспектам, определенным в настоящем Договоре | «Союз определяет условия, по которым государства-члены координируют свою политику».                                                                                      |
| - внутренний рынок - социальная политика применительно к аспектам, определенным в настоящем Договоре - экономическое, социальное и территориальное сплочение - сельское хозяйство и рыболовство, за исключением сохранения морских биологических ресурсов - окружающая среда - защита потребителей - транспорт - трансъевропейские сети - энергетика - пространство свободы, безопасности и правосудия - общие проблемы безопасности в сфере здравоохранения применительно к аспектам, определенным в настоящем Договоре | - экономическая политика и политика занятости - общая внешняя политика и политика безопасности, общая оборонная политика                                                 |

| Вспомогательная компетенция: |

| «Союз располагает компетенцией осуществлять деятельность, направленную на поддержку, координацию или дополнение деятельности государств-членов, не подменяя при этом их компетенцию в данных сферах». |
| - охрана и улучшение здоровья людей - промышленность - культура - туризм - образование, профессиональное обучение, молодежь и спорт - гражданская оборона - административное сотрудничество           |
| п о р |

## Право на неучастие в законодательстве ЕС

### Особые территории государств-членов
Особые территории, находящиеся вне Европы, но также входящие в Европейский союз:
| Флаг | Страна     | Флаг | Особая территория | Дата вступления |
| ---- | ---------- | ---- | ----------------- | --------------- |
|      | Франция    |      | Реюньон           | 25 марта 1957   |
|      | Франция    |      | Сен-Мартен        | 1 декабря 2009  |
|      | Франция    |      | Мартиника         | 25 марта 1957   |
|      | Франция    |      | Майотта           | 1 января 2014   |
|      | Франция    |      | Гваделупа         | 25 марта 1957   |
|      | Франция    |      | Гвиана            | 25 марта 1957   |
|      | Испания    |      | Сеута             | 1 января 1986   |
|      | Испания    |      | Канарские острова | 1 января 1986   |
|      | Испания    |      | Мелилья           | 1 января 1986   |
|      | Португалия |      | Мадейра           | 1 января 1986   |
|      | Португалия |      | Азорские острова  | 1 января 1986   |

## Договоры ЕС с третьими странами
Страны, с которыми Европейский союз подписал договоры об ассоциации
(выделены: жирным — официальные кандидаты в члены, жирным курсивом — потенциальные кандидаты по текущей программе расширения):
| Флаг | Страна               | Полное наименование                           | Столица                       | Год подписания соглашения об ассоциации |
| ---- | -------------------- | --------------------------------------------- | ----------------------------- | --------------------------------------- |
|      | Албания              | Республика Албания                            | Тирана                        | 2009                                    |
|      | Алжир                | Алжирская Народная Демократическая Республика | Алжир                         | 2005                                    |
|      | Босния и Герцеговина | Босния и Герцеговина                          | Сараево                       | 2008                                    |
|      | Грузия               | Грузия                                        | Тбилиси                       | 2014                                    |
|      | Египет               | Арабская Республика Египет                    | Каир                          | 2004                                    |
|      | Израиль              | Государство Израиль                           | Иерусалим                     | 2000                                    |
|      | Иордания             | Иорданское Хашимитское Королевство            | Амман                         | 2002                                    |
|      | Канада               | Канада                                        | Оттава                        | 2013                                    |
|      | Косово               | Республика Косово                             | Приштина                      | 2015                                    |
|      | Ливан                | Ливанская Республика                          | Бейрут                        | 2006                                    |
|      | Марокко              | Королевство Марокко                           | Рабат                         | 2000                                    |
|      | Мексика              | Мексиканские Соединённые Штаты                | Мехико                        | 2000                                    |
|      | Молдавия             | Республика Молдова                            | Кишинёв                       | 2014                                    |
|      | Северная Македония   | Республика Северная Македония                 | Скопье                        | 2001                                    |
|      | Сербия               | Республика Сербия                             | Белград                       | 2011                                    |
|      | Тунис                | Тунисская Республика                          | Тунис                         | 1998                                    |
|      | Турция               | Турецкая Республика                           | Анкара                        | 1963                                    |
|      | Украина              | Украина                                       | Киев                          | 2014                                    |
|      | Черногория           | Черногория                                    | Подгорица                     | 2010                                    |
|      | Чили                 | Республика Чили                               | Сантьяго                      | 2003                                    |
|      | ЮАР                  | Южно-Африканская Республика                   | Претория Кейптаун Блумфонтейн | 2000                                    |

## Комментарии
1. ↑  В 1990 году произошло объединение Германии. В состав ФРГ вошла ГДР, при этом объединённая Германия осталась полноправным членом ЕС.
2. ↑  Членство ЕС распространяется только на Данию, которая является частью содружества Королевство Дании, также включающего в свой состав Фарерские острова и Гренландию. Фарерские острова, обладающие широкой автономией, приняли решение не вступать в ЕЭС (экономического предшественника ЕС). Гренландия, в то время не обладавшая правами автономии, вошла в состав союза, несмотря на то, что 70 % населения острова проголосовало против вступления. Но в 1979 году была учреждена гренландская автономия, а в 1982 году на проведённом референдуме 52 % участников голосования поддержали выход из состава ЕЭС. В 1985 году Гренландия вышла из ЕЭС[1].